# خاندان اشکانی

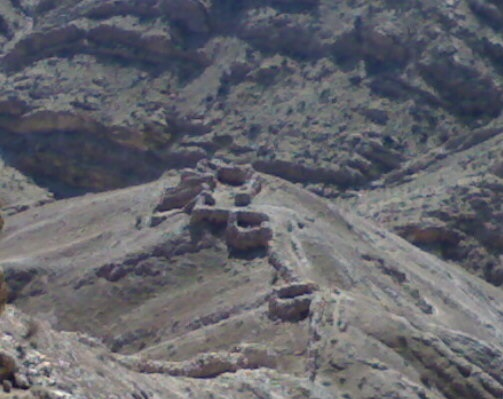
تصویری موسوم به قلعه زهاک

دودمان اشکانی یک خاندان پادشاهی ایرانی بود که بر ایران و چندین پادشاهی در قفقاز، نظیر ارمنستان، ایبری و آلبانیای قفقاز برای قرن‌ها فرمان راند. دوران اشکانی در ایران که با فتح پارت توسط ارشک یکم آغاز گردید، نزدیک به نیم هزاره به طول انجامید و سرانجام با ورود اردشیر بابکان به تیسفون پایان یافت. با وجود انقراض شاخه اصلی اشکانیان در ایران، شاخه‌های فرعی اشکانی (اشکانیان (آرشاکونی) ارمنستان و اشکانیان ایبری)، تا چند قرن به حکومت خود در قفقاز ادامه دادند.